# Kostya Lùn
Kostya Lùn (tiếng Nga: Малышок/Chú bé lùn) là một cuốn truyện dành cho lứa tuổi thiếu nhi của nhà văn Iosif Likstanov, xuất bản lần đầu năm 1948.

## Nội dung
Cuộc Chiến tranh Vệ quốc vĩ đại nổ ra. Những cậu bé, cô bé Soviet cũng phải lao vào làm việc trong các nhà máy cơ khí để gửi vũ khí ra tiền tuyến. Song truyện không kể về những anh hùng quân đội mà nói đến mặt trận lao động, về những con người đã làm việc với tất cả sức mình… phục vụ cho tiền tuyến.
Konstantin - biệt danh Kostya Lùn - là một chú bé vụng về, lầm lì nhưng lại ẩn chứa một con người khác giàu nghị lực, có trái tim nhân hậu biết yêu cuộc sống, yêu bạn bè...

## Vinh danh
- Giải thưởng Stalin về văn học - nghệ thuật cấp độ III (1948)